# 新生デイリーバンク
新生デイリーバンク（しんせいデイリーバンク）は、かつてデイリーヤマザキ、近畿日本鉄道の駅、ショッピングセンターなどに設置されていた新生銀行が管理するATMである。

## 概要
2008年に入り、新生銀行とセブン銀行の業務提携の締結により、店舗外の新生銀行ATMについてはセブン銀行ATMに置き換えられることが発表されている。2011年には、一部フィナンシャルセンターのATMについても、自行とセブン銀行の併設を行うことを明らかにしている。
現在、デイリーヤマザキ内設置分はイーネット・ゆうちょ銀行のいずれかのATMに、仙台三越や近鉄駅構内などはセブン銀行ATMに置き換わっている。

## 入出金
- 新生銀行の口座は24時間無料。
- 都市銀行（埼玉りそな含む）・かながわ信用金庫・信託銀行・あおぞら銀行・商工中金・ゆうちょ銀行（郵便貯金）の口座は要手数料。
- 都市銀行・かながわ信用金庫・信託銀行・あおぞら銀行・商工中金を除く他行の口座は利用できない。